# Inge Helten
Ingeborg »Inge« Helten, nemška atletinja, * 31. december 1950, Westum, Zahodna Nemčija.
Nastopila je na poletnih olimpijskih igrah leta 1976 v Montrealu, kjer je osvojila srebrno medaljo v štafeti 4×100 m, bronasto medaljo v teku na 100 m in peto mesto v teku na 200 m. Na evropskih prvenstvih je postala prvakinja leta 1971 in podprvakinja leta 1974 v štafeti 4×100 m, na evropskih dvoranskih prvenstvih pa je postala prvakinja leta 1973 v štafeti 4×180 m. 13. junija 1976 je postavila svetovni rekord v teku na 100 m s časom 11,04 s, ki je veljal mesec in pol.